# 高彪
高彪，本名召和失，辰州渤海人。

## 传记
彪刚出生时，其父六哥听信术士的话，认为高彪出生的時日对自己不利，想不养育，他的母周旋救护了他。几年后，终究赶走了他，彪藏匿於外祖父家里。辽国在東京调集军队時，六哥老迈，应当参军，遗憾的告诉亲近的人：「我的儿子如果还在，就能当兵了。」亲近的人就把全部情形告诉了他，因而高彪代替他的父亲参军。出河店之战，遼兵敗走，只有彪獨力奋戰，軍帥看见说：「此勇土也。」下令活着他。完颜斡魯攻東京，六哥率他家乡的人出迎投降，以為榆河州千戶。过了许久，因年老请退，彪代領其父亲的部众。
都統完颜杲攻中京，彪領謀克兵，從完颜斡魯于高、惠一带破遼將合魯燥及韓慶民。随即駐軍在武安，合魯燥以精锐二萬來襲，從斡魯出戰，與所部都去马步战先登，奋力击败了辽军。奚人負險拒绝命令，在各处屯兵，彪多次交战有功。完颜宗望攻平州，彪在西北道攻占土地，破敵，招降石家山寨。再從完颜宗望伐宋，為猛安。军队暂时驻扎真定，彪率兵士七十人，在城附近築甬道，城中夜里出兵焚攻城器具，彪擊走他们。大軍圍困汴梁，以五十騎屯于東南水門。宋军再以众多军队出戰，彪都打败了他们。军队撤回，屯鎮河朔，又在霸州击破敵军，擒其裨將祝昂。河間夜出兵二萬襲金军營壘，彪率三謀克兵擊敗他们。天會五年（1127年），授靜江軍節度使、壽州刺史。
六年，伐宋，從帥府在山東攻占土地，攻城克敵，多次被重赏。七年，军队行至睢，彪以所部招誘京西人民。进抵柘城縣，縣官吏出城投降，彪只带了五十餘騎进入城内。随后城中三千餘人再次反叛，彪率其眾奋力击败了他们，安抚县民之后就返回了。從梁王完颜宗弼襲康王赵构，到达了杭州。军队撤回时，宋將韓世忠以戰艦數百扼制长江北岸。宗弼引军西行，將至黃天蕩，宋舟三十余迫近了南岸，其一先到的船載兵士二百余。彪揣量它快要到了，用鉤拽之，率勇士數十人，跳上宋舟，杀了很多人，其余的逼死于水中。第二年，從攻陝西，军队行至寧州，彪與同族人昂率兵三千取廓州。刚到达，有來降者说：「城東北隅守兵將謀為內應。」彪当天夜里就带着家奴二人登城，左右守者发现了他们，彪與随从的家奴都拼死戰斗，諸軍跟進，于是就攻下了这座城市。從攻和尚原及仙人關。與阿里監護漕糧和戰艦到亳州，宋军以舟五十艘挡住河路，击败了宋军，擒其將蕭通。擊漣水賊水寨，進取漣水軍，其官民已撤离，全部招降了他们。
齊國被廢后，高彪代理滕陽軍以東諸路兵馬都統，安抚晓谕徐、宿、曹、單，滕陽及其屬邑都安居如旧。任武寧軍節度使时，十分贪财，因贪污而判罪，海陵王因为他是有功的旧臣，施以杖刑后，就把他放了。改任沂州防禦使，历任安化、安國、武勝軍節度使，遷升行台兵部尚書，改京兆尹，封郜國公。因亲属丧亡而离任，服丧期未满被起用為武定軍節度使，任歸德尹。正隆例授金紫光祿大夫。过了许久辞官归居，又被起用為樞密副使、封舒國公，賜名彪。卒年六十七，諡桓壯。彪生性机智灵巧，通音律，人不分貴賤，都能和悦的接待。

## 家庭
- 祖：安國，遼興、辰、開三鎮節度使。
- 父：六哥，左承制，官至刺史。

## 轶事
彪勇健絕人，能日行三百里，身被重鎧，歷險如飛。及臨敵，身先士卒，未嘗反顧，大小數十戰，率以少擊眾，無不勝捷。